# Gulfstream IV
Gulfstream IV (GIV ili G4) predstavlja obitelj privatnih poslovnih mlažnjaka pretežno namijenjenih VIP transportu. Proizvodila ih je tvrtka Gulfstream Aerospace koja je u vlasništvu General Dynamicsa te sa sjedištem u Savannahu, u američkoj saveznoj državi Georgiji. Gulfstream IV se proizvodio do 2003.

## Dizajn i razvoj
Gulfstream Aerospace je 1983. započeo raditi na mlažnjaku Gulfstream IV. Prvi probni let GIV izvršen je 19. rujna 1985. dok mu je FAA certifikat dodijeljen u travnju 1987. Iste godine započinje i prodaja GIV (serijski broj 1000) kao i proizvodnja nadograđene inačice GIV-SP (serijski broj 1214) namijenjene specijalnim namjenama. Kasnije je izgrađen redizajnirani G400 sa serijskim brojem 1500.
2002. je razvijen Gulfstream IV s kraćim dometom koji je nazvan G300. Model G400 ima veću kabinu, veći domet (8.060 km) te isti komfor i dizajn karakterističan avionima iz G obitelji. Tipična visina leta iznosi 13.700 metara a brzina se kreće 0,88 Macha. Raniji modeli su opremljeni s paketom avionike Honeywell SPZ 8000. Avionika SPZ 8400 koja je tada bila opcija kupca, postala je standardna na kasnijim modelima. Cijena je 2009. iznosila 15 milijuna USD.
2001. Gulfstream je počeo raditi na poboljšanoj inačici GIV-SP koja je izvorno označena kao GIV-X a kasnije preimenovana u G450. Taj model je u odnosu na G400 duži za 0,305 metara dok je s modela G550 preuzet veći prednji trup i kokpit. Proizvodnja G450 je započela u listopadu 2004. zamijenivši tako stariji G400. U odnosu na prethodnika, G450 ima bolje performanse te dolazi s PlaneView kokpitom te 14 LCD i HUD zaslonima. Zrakoplovu je 2004. dodijeljen certifikat.
U lipnju 1987. Gulfstream IV je postavio 22 svjetska rekorda u svojoj klasi letom oko svijeta (krenuvši od zapada) za 45 sati i 25 minuta. Sljedeće godine GIV je postavio novih 11 svjetskih rekorda ponovim letom oko svijeta (krenuvši od istoka). 1990. je Allen E. Paulson, predsjednik Gulfstream Aerospacea postavio 35 međunarodnih rekorda letom oko svijeta u GIV.

## Inačice

### C-20F/G/H/J
Američko Ministarstvo obrane je Gulfstream IV zrakoplovima koji su u službi američke vojske dalo nazive C-20F/G/H/J. Model C-20F se u vojsci koristi za zapovjednu / izvršnu transportnu ulogu.
C-20G može biti konfiguriran za transport tereta, prijevoz 26 putnika ili kombinaciju obojeg. Kada se uklone putnička sjedala zrakoplov može prevoziti tri palete. Kombiniranim transportom mogu se prenijeti dvije palete i osam putnika ili jedna paleta i 14 putnika. Teretna vrata smještena na desnoj strani aviona rade po principu hidraulike.
C-20H je zapravo GIV-SP kojeg koristi USAF za zapovjednu / izvršnu transportnu ulogu dok je C-20J također GIV-SP kojeg američka vojska koristi u iste namjene kao C-20H.

### G350/G450
G350 ima kraći domet nego G450 a oba aviona imaju isti eksterijer i PlaneView kokpit dok je EVS oprema opcionalna.
G450 je poboljšana inačica GIV-SP/G400 koja koristi tehnologiju s modela G500/G550 (nadograđeni model Gulfstream V). Zrakoplov ima PlaneView kokpit s četiri Honeywell 21 EFIS zaslona. Tu su i infracrvena kamera te EVS sustav koji posadi omogućavaju slijetanje aviona prilikom loših meteoroloških uvjeta.

## Korisnici

### Vojni korisnici
- Bocvana: bocvanske zračne snage koriste jedan GIV za VIP transport.
- Brunej: jedan zrakoplov je u uporabi brunejskog sultana.[10]
- Čile: čileanske zračne snage koriste četiri GIV za zapovjednu / izvršnu transportnu ulogu.
- Egipat: egipatske zračne snage koristi četiri GIV za zapovjednu / izvršnu transportnu ulogu.
- Indija: indijsko ratno zrakoplovstvo.
- Irska: irski zračni korpus koristi jedan Gulfstream IV za potrebe transporta članova Vlade.
- Japan: japanske zračne samo-obrambene snage koriste pet GIV pod oznakom U-4[11] s modificiranim teretnim vratima[12] a zrakoplovi mogu izvršiti "miješani transport" od paletiziranog tereta i putnika. Istu ulogu ima transportni model C-20G kojeg koristi američka ratna mornarica i marinski korpus.
- Jordan: Kraljevske jordanske zračne snage koriste tri modela G-450 za VIP transport.
- Malezija: Gulfstream IV koristi sultan od Johora.[10]
- Nizozemska: Kraljevske nizozemske zračne snage koriste jedan G-IV SP za zapovjednu / izvršnu transportnu ulogu.
- Obala Bjelokosti: Ratno zrakoplovstvo Obale Bjelokosti koristi zrakoplov za potrebe VIP transporta.
- Pakistan: pakistansko ratno zrakoplovstvo koristi četiri G-IV SP za zapovjednu / izvršnu transportnu ulogu.[13]
- SAD: američka kopnena vojska, ratna mornarica, zračne snage i marinski korpus koriste C-20 inačice.
- Saudijska Arabija: Kraljevske saudijske zračne snage koriste jedan GIV za zapovjednu / izvršnu transportnu ulogu. Tu je i jedan model G-IV SP kojeg vojska koristi za medicinski transport. Inačicom G-IV (G300) vrši se prijevoz saudijskog ministra financija i ekonomije.[14]
- SAD: američka kopnena vojska, ratna mornarica, USAF i marinski korpus koriste C-20 modele.
- Švedska: švedske zračne snage koriste četiri GIV od čega su dva zrakoplova modificirana za SIGINT ulogu te koriste oznaku S-102B Korpen (Raven).[15] Druga dva zrakoplova se koriste za prijevoz švedske kraljevske obitelji i premijera. Ti zrakoplovi nose oznake Tp-102A i Tp-102C.
- Turska: turske zračne snage koriste G-IV SP za zapovjednu / izvršnu transportnu ulogu.
- Uganda: ugandska Vlada je u prosincu 2000. naručila jedan GIV za potrebe prijevoza predsjednika a letjelica je stajala 31,5 milijuna USD.[16] Zrakoplov je prodan u prosincu 2009.
- Venezuela: venezuelanske zračne snage koriste jedan GIV za zapovjednu / izvršnu transportnu ulogu.

### Civilni korisnici
Gulfstream IV diljem svijeta koriste mnogi poslovni ljudi, tvrtke te avio prijevoznici dok se u SAD-u koristi i u znanstvene svrhe.
- SAD: Nacionalna agencija za istraživanje oceana i atmosfere (NOAA) koristi modificirani GIV-SP kojim znanstvenici na visinama od 13.700 metara lete oko tropskih ciklona. Zbog znanstvenih potreba zrakoplov je modificiran tako da može ispuštati mjerne instrumente na površinu ocena te mjeriti brzinu vjetra, tlak, vlažnost i temperaturu. Time znanstvenci mogu predvidjeti kretanje uragana kao i utjecaj vjetra koji bi mogao povećati ili smanjiti snagu uragana. GIV-SP je pogodan za takve zadatke jer je brz te može letjeti na velike udaljenosti dok kabina daje dovoljno prostora za letnu posadu, znanstvenike i njihove instrumente.[17]

## Tehničke karakteristike
|                             | GIV                            | GIV-SP                         | G350                           | G450                           |
| --------------------------- | ------------------------------ | ------------------------------ | ------------------------------ | ------------------------------ |
| Posada                      | 2                              | 2                              | 2                              | 2                              |
| Kapacitet sjedala           | 14 - 19                        | 14 - 19                        | 12 - 16 (uobičajeno) 19 (max.) | 12 - 16 (uobičajeno) 19 (max.) |
| Dužina                      | 26,9 m                         | 26,9 m                         | 27,2 m                         | 27,2 m                         |
| Raspon krila                | 23,7 m                         | 23,7 m                         | 23,7 m                         | 23,7 m                         |
| Visina                      | 7,44 m                         | 7,44 m                         | 7,67 m                         | 7,67 m                         |
| Masa zrakoplova             | 16.100 kg                      | 16.100 kg                      | 19.400 kg                      | 19.500 kg                      |
| Maksimalna masa uzlijetanja | 33.200 kg                      | 33.800 kg                      | 32.200 kg                      | 33.500 kg                      |
| Max. brzina                 | 0,88 Macha (935 km/h; 581 mph) | 0,88 Macha (935 km/h; 581 mph) | 0,88 Macha (935 km/h; 581 mph) | 0,88 Macha (935 km/h; 581 mph) |
| Ekonomska brzina            | 0,80 Macha (850 km/h; 528 mph) | 0,80 Macha (850 km/h; 528 mph) | 0,80 Macha (850 km/h; 528 mph) | 0,80 Macha (850 km/h; 528 mph) |
| Dolet                       | 7.820 km (4.860 milja)         | 7.820 km (4.860 milja)         | 7.040 km (4.370 milja)         | 8.060 km (5.010 milja)         |
| Najveća visina leta         | 13.700 m (45.000 stopa)        | 13.700 m (45.000 stopa)        | 13.700 m (45.000 stopa)        | 13.700 m (45.000 stopa)        |
| Motori                      | 2× Rolls-Royce Tay 611-8       | 2× Rolls-Royce Tay 611-8       | 2× Rolls-Royce Tay 611-8C      | 2× Rolls-Royce Tay 611-8C      |
| Potisak                     | 61,6 kN (po motoru)            | 61,6 kN (po motoru)            | 61,6 kN (po motoru)            | 61,6 kN (po motoru)            |

Izvori: Frawley, Gulfstream G450 page, Gulfstream G350 page